# Xã Swan, Quận Warren, Illinois
Xã Swan (tiếng Anh: Swan Township) là một xã thuộc quận Warren, tiểu bang Illinois, Hoa Kỳ. Năm 2010, dân số của xã này là 265 người.